# Oratorio di San Rocco (Imola)
L'Oratorio di San Rocco è un edificio del XVII secolo situato nel centro storico di Imola, in Emilia-Romagna. Restaurato nel 2009, viene oggi utilizzato per concerti e letture pubbliche. È uno dei migliori esempi di barocchetto della Romagna occidentale. È di proprietà della Diocesi di Imola.

## Descrizione
Fu edificato dalla confraternita omonima, i cui membri erano espressione delle migliori famiglie imolesi. La costruzione dell'edificio, dedicato a San Rocco, protettore contro la peste, risale al 1622. Fu totalmente ristrutturato negli anni tra il 1729 e il 1732 in stile barocchetto.
Posto sopra la chiesa di Valverde, è formato da un'unica aula rettangolare. Gli stalli del coro, ciascuno con inginocchiatoio, circondano su tre lati l'ambiente e sono realizzati in legno intagliato, marmorizzato e dorato.
Sulla parete d'ingresso, l'altare contiene una pala della seconda metà del XVII secolo raffigurante la Madonna con Gesù Bambino, tra Santa Cecilia e San Rocco. Sopra le porte d'accesso all'aula sono collocate due tele (olio su rame) di Bartolomeo Cesi raffiguranti san Cassiano e san Rocco. Datate 1604, furono realizzate originariamente per la chiesa sottostante e poi vennero trasferite nell'Oratorio.
Sopra gli stalli del coro vi è una ricca ornamentazione a stucco con cartelle di varie fogge, adibite ad incorniciare la quadreria con le Storie della Vergine, disposte simmetricamente rispetto a una piccola ancona centrale, dominata dal crocifisso. La vita della Madre di Dio è narrata con dodici dipinti, ciascuno dei quali illustra un episodio particolare. La serie comincia a sinistra di chi entra: si vede dapprima Maria incoronata dalla Trinità, dipinto settecentesco, poi l'Assunzione di Maria, che è l'opera più pregevole del ciclo, realizzata da Ubaldo Gandolfi (1728-1781), poi la Disputa di Gesù nel tempio dell’imolese Giuseppe Righini; segue poi l'Adorazione dei Magi, di Angelo Michele Gottarelli (autografato, è datato 1766) e la Fuga in Egitto. 

Sulla parete di fondo, alla sinistra e alla destra del crocifisso, vi sono due tele realizzate da un pittore dell’ambito di Giuseppe Maria Crespi: la Nascita di Gesù e la Visitazione. Proseguendo in senso orario, il primo dipinto che appare sulla parete destra è l'Annunciazione di Giuseppe Righini, segue lo Sposalizio della Vergine di G. A. Fornioni, poi la Presentazione di Maria al tempio (Righini) e la Natività di Maria. Chiude il ciclo la tela con l'Immacolata Concezione di G. A. Fornioni.